# Vernet-Pairard
Les Vernet-Pairard — dites aussi VP — étaient des automobiles de compétition  à base  de moteurs Renault 750 cm3 qui se sont illustrées de 1952 à 1959. 

## Historique

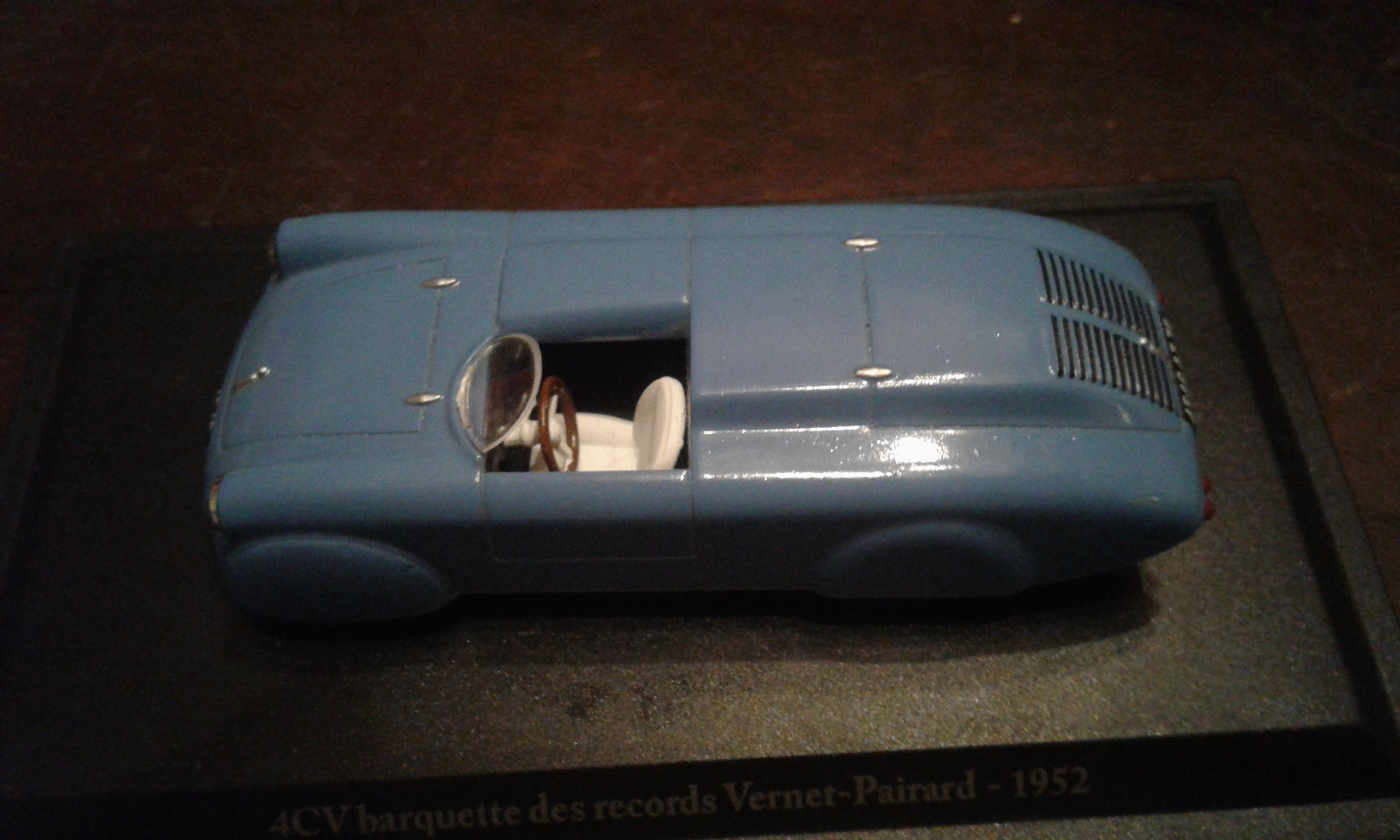
Maquette de la barquette Vernet-Pairard auteure des records de 1952.

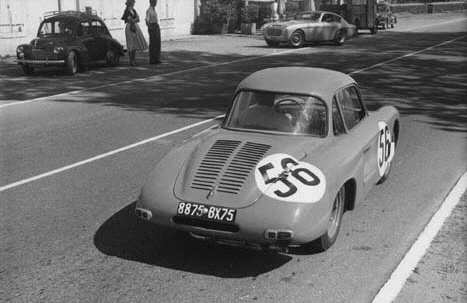
Le Mans 1953

Créées par Just-Émile Vernet, préparateur automobile, et Jean Pairard, industriel, deux pilotes reconnus, elles ont comporté plusieurs productions
La barquette a battu plusieurs records à l’Autodrome de Linas-Montlhéry le 7 octobre 1952, 
Le coupé a disputé notamment les 24 heures du Mans.
Hormis les 24 Heures du Mans (de 1953 à 1959) avec pour meilleur classement la quatorzième place en 1956, elles ont participé aux 12 Heures de Reims en 1953 et 1956, au Tour de France 1954 et aux 1000 km de Paris 1956. 
La version civile n’a jamais été commercialisée. 
Commissaire de piste, Jean Pairard est tué lors des 1 000 kilomètres de Paris 1964 lorsque la Jaguar de Peter Lindner heurte l'Abarth de Franco Patria à l'arrêt devant les stands.

## Source
- (de) Cet article est partiellement ou en totalité issu de l’article de Wikipédia en allemand intitulé « Vernet et Pairard » (voir la liste des auteurs).